# КК Баликесир
КК Баликесир (тур. Balıkesir Basketbol Kulübü) је турски кошаркашки клуб из Баликесира. Из спонзорских разлога пун назив клуба тренутно гласи Бест Баликесир (Best Balıkesir). Тренутно се такмичи у Другој лиги Турске.

## Историја
Клуб је основан 2004. године. У сезони 2016/17. такмичио се у Првој лиги Турске.

## Учинак у претходним сезонама
| Сез.     | Првенство Турске | Куп Турске | Европско такмичење | Европско такмичење |
| -------- | ---------------- | ---------- | ------------------ | ------------------ |
| 2016/17. | 15. место        | -          | -                  |                    |

## Познатији играчи
- Владимир Голубовић
- Џои Дорси